# Stazione di None
Stazione di None vasútállomás Olaszországban,  településen.

## Vasútvonalak
Az állomást az alábbi vasútvonalak érintik:
- Torino–Pinerolo–Torre Pellice-vasútvonal

## Kapcsolódó állomások
A vasútállomáshoz az alábbi állomások vannak a legközelebb:
- Stazione di Candiolo (Stazione di Chivasso, Line SFM2)
- Stazione di Airasca (Stazione di Pinerolo, Line SFM2)